# Etmopterus baxteri
Etmopterus baxteri är en hajart som beskrevs av Jack Garrick 1957. Etmopterus baxteri ingår i släktet Etmopterus och familjen lanternhajar. IUCN kategoriserar arten globalt som livskraftig. Inga underarter finns listade i Catalogue of Life.